# Batten Kill Railroad
Die Batten Kill Railroad (AAR-reporting mark: BKRR) ist eine Class-3-local railroad-Bahngesellschaft im Nordosten des US-Bundesstaats New York. Das Unternehmen betreibt auf Strecken mit einer Gesamtlänge von 52,1 km Schienengüterverkehr.

## Geschichte

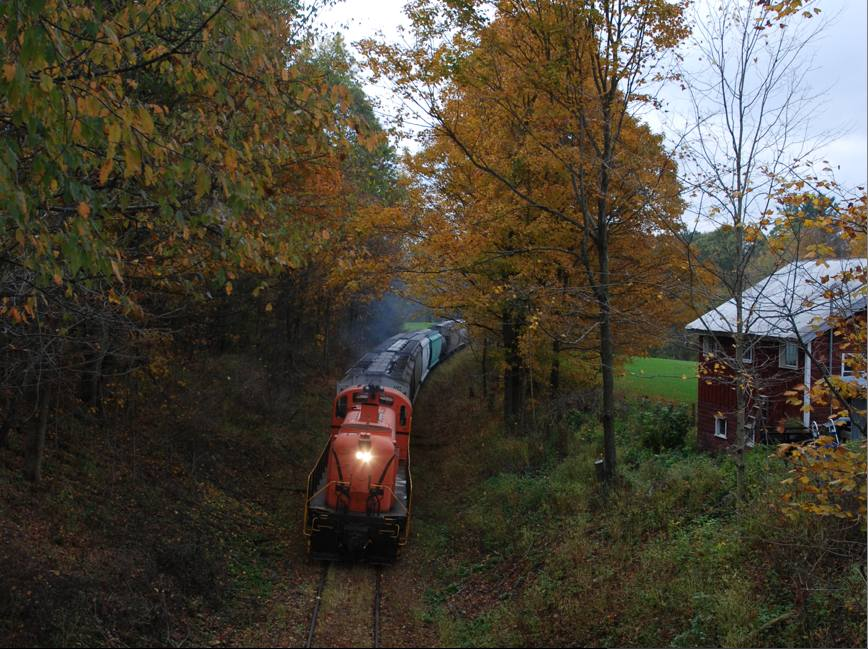
Zug der Batten Kill Railroad bei Eagle Bridge, 2007

In den 1960er- und 1970er-Jahren nahm das Güterverkehrsaufkommen der Delaware and Hudson Railway (D&H) auf der Bahnstrecke Castleton–Eagle Bridge und der davon nahe Salem abzweigenden Verbindung nach Thomson der D&H-Tochtergesellschaft Greenwich and Johnsonville Railway (G&J) sukzessive ab. Ein signifikanter Frachtanteil entfiel 1980 mit Schließung der Georgia-Pacific-Zellstofffabrik Iroquois Pulp and Paper in Thomson. Nötige Investitionen unterblieben auch aufgrund der schwierigen finanziellen Lage der D&H, so dass die D&H schließlich 1981 die Stilllegung beantragte und Teilabschnitte im November 1981 aus technischen Gründen sperrte.
Ein lokal ansässiger Unternehmer, Ron Crowd, gründete 1981 mit weiteren Anteilseignern die Mohawk-Hudson Transportation sowie deren nach dem Batten Kill benannte Tochtergesellschaft Batten Kill Railroad. Mohawk-Hudson hielt bei Gründung im August 1981 90 % der Anteile an der von Crowd geführten Batten Kill Railroad, das Agrarhandelsunternehmen Agway die übrigen 10 %. Die Infrastruktur der G&H sowie der Streckenabschnitt Salem–Eagle Bridge der D&H wurden zum 9. Juli 1982 an die Eagle Bridge–Thomson Development Corporation, eine Tochterfirma der Urban Development Corporation des Bundesstaats New York, verkauft. Die Gleise wurden direkt anschließend an die Batten Kill Railroad vermietet. Zur Erstinstandsetzung gewährte der Bundesstaat einen Zuschuss von 1,8 Millionen Dollar. Die D&H-Strecke nördlich von Salem wurde nicht wieder in Betrieb genommen und abgebaut.
Die Batten Kill Railroad nahm am 22. Oktober 1982 den Betrieb auf. Neben Güterverkehr wurde ab 1983 auch Ausflugspersonenverkehr unter der Bezeichnung Batten Kill Rambler angeboten. 1994 wurde die Streckeninfrastruktur von der Eagle Bridge–Thomson Development Corporation auf die gemeinnützige Northeastern New York Railroad Preservation Group übertragen, die zudem die Personenwagen und eine der beiden Lokomotiven der Bahngesellschaft übernahm. Die Betriebsführung verblieb unverändert bei der Batten Kill Railroad. 2003 wurden die Ausflugsfahrten bis auf Weiteres eingestellt, nachdem das Fahrgastaufkommen von 16.300 im Jahr 1997 auf 3000 Passagiere im Jahr 2002 gesunken war. Nach Crowds Tod am 30. März 2008 übernahm dessen langjähriger Mitarbeiter William Taber die Geschäftsführung der Batten Kill Railroad und erwarb das Unternehmen am 26. November 2008 von Mohawk-Hudson Transportation.

## Infrastruktur
Die von der Batten Kill Railroad befahrene Schieneninfrastruktur umfasst den knapp 30 km langen südlichen Abschnitt Salem–Cambridge–Eagle Bridge der Bahnstrecke Castleton–Eagle Bridge, die in Greenwich Junction nahe Salem abzweigende, 16,2 km lange frühere Salem Branch der G&J nach Greenwich und das anschließende Reststück Greenwich–Thomson der einst bis Schuylerville führenden G&J-Strecke. Der letztgenannte Abschnitt ist jedoch seit Jahren ungenutzt.

## Verkehr
Der Güterverkehr der Batten Kill Railroad umfasst vor allem Transporte von Futtergetreide, Düngemitteln, Holz und Zellstoff. 1983 wurden 906 Güterwagen befördert, in der ersten Hälfte der 1990er-Jahre weniger als 500 pro Jahr. Die Interessensvertretung Railroads of New York (RONY) nannte 2018 413 Wagen pro Jahr. Der Übergang in das weitere amerikanische Bahnnetz erfolgt in Eagle Bridge, wo die Batten Kill Railroad an die Infrastruktur der Pan Am Southern anschließt. Der Güterwagentausch erfolgt jedoch nicht mit Pan Am, sondern dem D&H-Eigentümer Canadian Pacific Railway, der Eagle Bridge über Trackage Rights erreicht.
Für die Traktion stehen der Bahngesellschaft zwei Diesellokomotiven des Typs ALCO RS-3 zur Verfügung, von denen eine der Batten Kill Railroad selbst und eine der Northeastern New York Railroad Preservation Group gehört. Seit Februar 2020 werden diese bei Bedarf durch gemietete, jüngere ALCO RS-36-Diesellokomotiven des Fahrzeugvermieters Southern New England Railroad (SNEX) ergänzt.